# Еван Данфі
Еван Данфі (англ. Evan Dunfee; нар. 28 вересня 1990) — канадський легкоатлет, який спеціалузіється в спортивній ходьбі.

## Спортивні досягнення
Бронзовий олімпійський призер у ходьбі на 50 км (2021).
Учасник олімпійських заходів на 20 та 50 км на Іграх-2016, в яких посів 10-е та 4-е місця відповідно.
Бронзовий призер чемпіонату світу в ходьбі на 50 км (2019).
Срібний призер командного чемпіонату світу у спортивній ходьбі у командному заліку ходьби на 20 км (2016).
Чемпіон Панамериканських ігор у ходьбі на 20 км (2015).
Чемпіон Ігор Співдружності у ходьбі на 10000 метрів (2022).
Чемпіон Північної та Центральної Америки та країн Карибського басейну у хожьбі на 20 км (2018).
Ексрекордсмен світу з шосейної ходьби на 35 кілометрів — 2:21.40 (2025).